# Arnatunneln
E16 Arnatunneln (norska: E16 Arnatunnelen) är en planerad tunnel och motorväg mellan Bergen och Indre Arna under Ulriken i Norge.
Byggandet av en 8 km lång vägtunnel mellan Bergen och Arna kommer att medföra en nedkortning av körlängden med ca 15 km. Projektet kommer också att medföra en avlastning av vägen mellan Arna och Vågsbotn och den norra infarten, samt vägen mellan Arna och Nesttun.
Kommundelsplanen omfattar fyra huvudalternativ som alla omfattar tunnlar med två körfält mellan Bergen och Indre Arna. Lösningarna medför tunnellängder på 8-9 km.
Förslag till kommundelsplan och konsekvensutredning lades hösten 2006 ut till offentlig genomsyn. Det beslutades senare att projektet, som ett av flera stora samfärdselprojekt, ska genomgå en så kallad "Kvalitetssäkring i tidig fas" (KS1) (norska: "Kvalitetssikring i tidlig fase" (KS1). Detta medför att externa konsulter ska genomgå och kvalitetssäkra projektet innan planen kan slutbehandlas (beslutas) av kommunen. 
Syftet med projektet är att kranskommunerna i öst samt Arna ska knytas närmare till Bergen. Befolkningen i stadsdelen Arna (norska: Arna bydel), Osterøy, Samnanger och Vaksdal kommer att få en reducerad restid till Bergen med upp mot en halv timme. Till och med befolkningen i Fusa, Kvam, Voss och Modalen kommer att få en betydligt kortare restid, även om de som bor där ofta har andra bra alternativ till Bergen. Det är möjligen närmare 50 000 människor som kan få ett bättre alternativ till Bergen.

## Fakta
- Väg:  	E16
- Vägfunktion:  Stamväg
- Kommun: 	Bergen
- Fylke: 	Vestland
- Syfte:  	Huvudsyftet med projektet är att uppnå en nedkortning av E16 mellan Bergen och Arna, samt att avlasta existerande vägnät mellan Arna och Åsane/Nesttun.
- Finansiering: 	Bompengar
- Totalkostnad: 	2,00 mrd. norska kr; kostnaderna varierar från omkring 2,0 mrd norska kronor för det billigaste alternativet till omkring 2,5 mrd för det dyraste. Det är förutsätts hittills att hela kostnaden ska täckas av bompengar.
- Nationell transportplan: 	Okänt
- Fas: 	Utredningsfas
- Anslag: 	Okänt

## Alternativ
Kommundelsplanen omfattar 4 huvudalternativ som alla omfattar tunnlar med två körfält mellan Bergen och Indre Arna. Lösningarna medför tunnellängder på 8-9 km.
Alternativ Na går från Fløyfjellstunneln till existerande rundkörning i Indre Arna. Alternativ Nb går från Nygårdstangen till Indre Arna. Alternativ Sa går från Kronstad till Espeland i Arna och i daglinje fram till existerande rundkörning i Indre Arna. Alternativ Sb går från Mindetunneln till Espeland och till existerande rundkörning i Indre Arna.

## Statens vegvesen
I juli 2011 konkluderade Vegvesenet med att Arnatunneln inte är någon bra lösning. Vegvesenet slog fast att Arnatunneln till Nygårdstangen eller Minde främst inte skulle bidra till att avlasta centrala Bergen för trafik. I stället rekommenderade de att fortsätta med Ringveg øst.

## Aktiebolag
2009 bestämde Bergens kommun sig för att bilda ett aktiebolag som ska göra att Arnatunneln ska byggas så fort som möjligt.